# Flotte de l'ordre du Temple
Afin d'assurer le transport des biens, des armes, des frères de l'ordre, des pèlerins et des chevaux, l'ordre du Temple louait les services de navires marchands, mais avait fait également construire ses propres bateaux. Ceux-ci convoyaient après de nombreuses escales les personnes et équipements pour les croisades à destination des ports orientaux, mais étaient également utilisés pour des liaisons commerciales à travers toute l'Europe.

## Catégories de navires
Les Templiers utilisèrent au moins trois types de bateaux différents: les bateaux de transports d'hommes et de marchandises, les bateaux de guerre, et les navires huissiers destinés au transport des chevaux.
- En Méditerranée, le navire de guerre était la galère, et les navires de charge étaient : les navas construits principalement à Venise et à Gênes ; les navires huissier, larges nefs dotées de portes arrière ou latérales (huis), permettant d'embarquer jusqu'à une centaine de chevaux, suspendus par des sangles afin d'assurer la stabilité de l'ensemble pendant le voyage[2] ; les Paranza (ou Paranzella)[3], grosses barques utilisées pour la pêche ou le transport, en partance principalement du Sud de l'Italie avec des cargaisons de marchandises ou de pèlerins pour la Terre sainte (probable ancêtre de la Balancelle ainsi désigné à partir du XIXe siècle lorsque ce type de bateau a commencé à se répandre en Méditerranée). Certains bateaux pouvaient transporter de huit cents à deux mille personnes[4].

- En Atlantique, le navire de transport était la nef, aussi appelée nau par les Portugais et nao par les Espagnols, qui au besoin pouvait être militarisé et devenir navire de guerre. Au début du XIIIe siècle, un autre type de voilier apparut au nord de l'Europe, le cogge appelé aussi Koggen, également navire de transport ou de guerre.

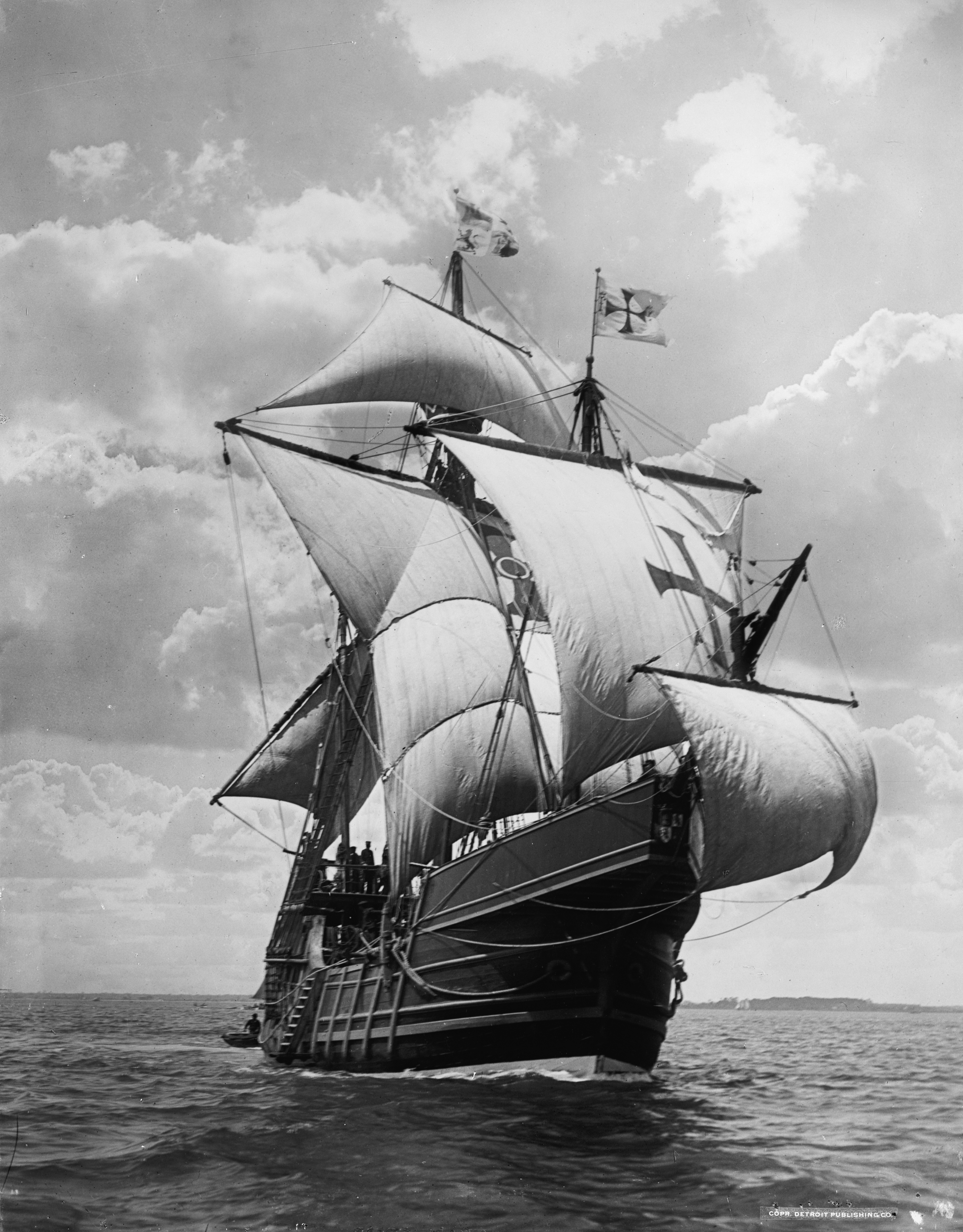
Nef, caraque, ou nave.
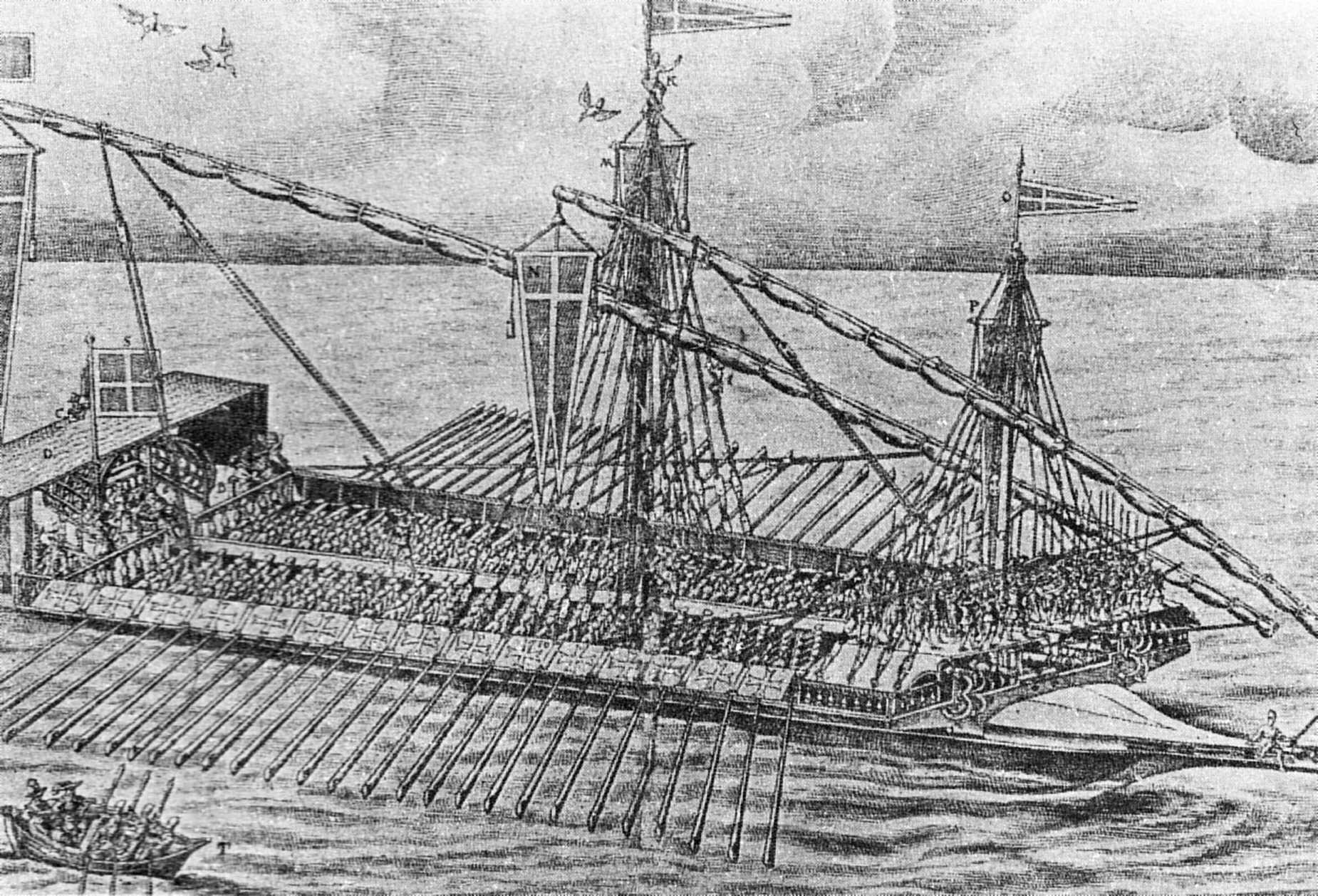
Galère de Malte.
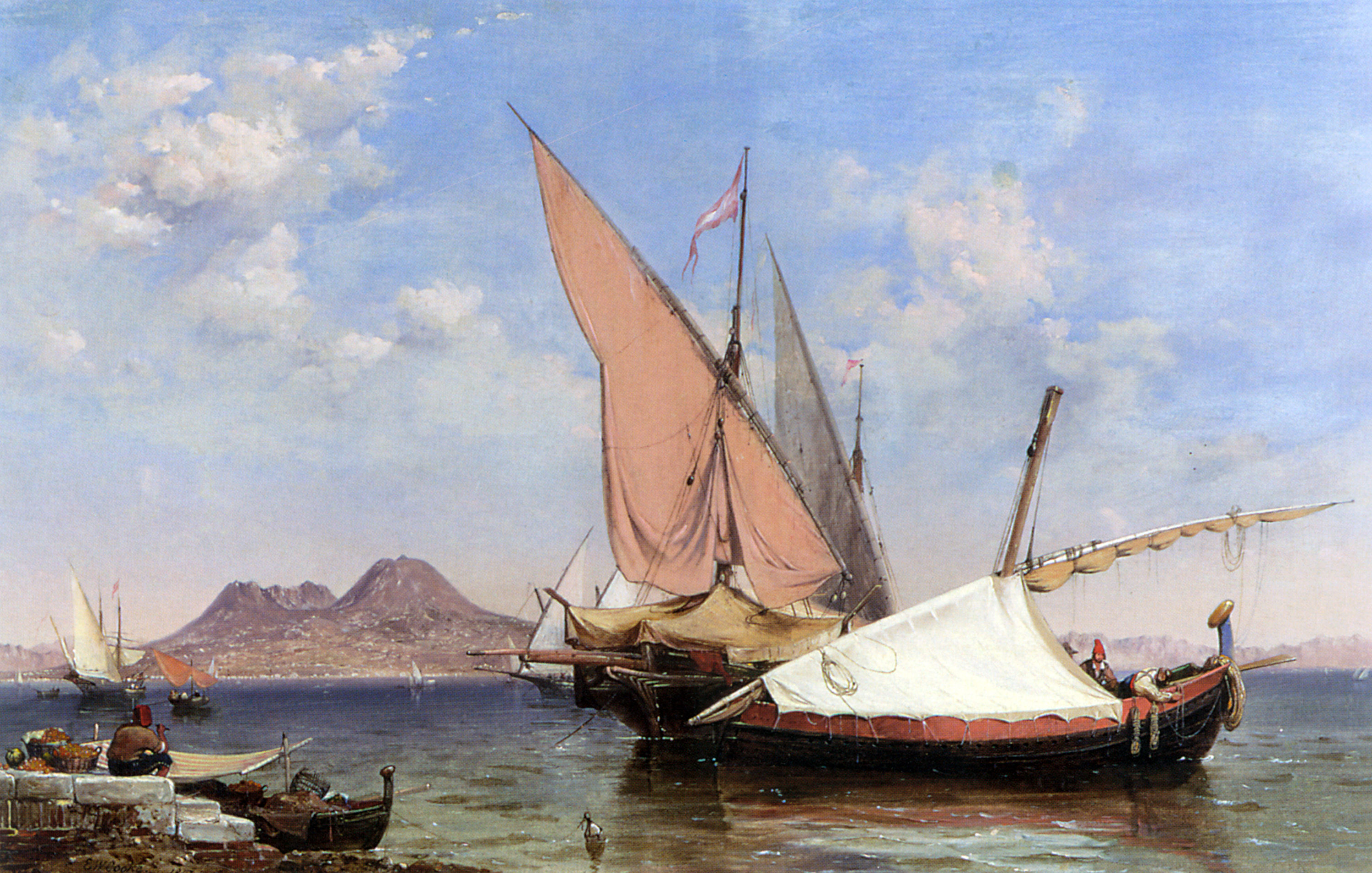
Paranzella ou balancelle.

## Ports d'attache et liaisons commerciales
| Commanderies maritimes templières, ou ports utilisés par les Templiers · (Liens vers les articles des villes ou commanderies correspondantes) \| Mar. Nic. Col. SGi. Pen. Aig. Gên. Pis. Ven. Aya. Bri. Acr. Tri. Tor. Lat. Jaf. Lim. Bou. Bar. LaR. Tou. Maj. Fax. Dun. Str. P-B. Ale. Sid. Tyr Tra Bar. Bri. \| |
| --- |
| Mar. Nic. Col. SGi. Pen. Aig. Gên. Pis. Ven. Aya. Bri. Acr. Tri. Tor. Lat. Jaf. Lim. Bou. Bar. LaR. Tou. Maj. Fax. Dun. Str. P-B. Ale. Sid. Tyr Tra Bar. Bri. |

Les Templiers étaient établis dans plusieurs villes de la côte de Terre sainte, d'Europe et en Petite Arménie. À partir de 1162, puis tout au long du XIIe siècle, les voyages organisés par les Templiers au départ de la Provence (Saint Gilles et Arles principalement) et de l'Italie du Nord vers la Terre sainte, montrent leur rôle dans la protection de celle-ci .
Les ports de Marseille,, Nice, Saint-Raphaël, Collioure, Toulon ou d'Aigues-Mortes en France étaient utilisés, ainsi que d'autres ports italiens.
Les commanderies situées dans ou à proximité des ports jouaient donc un rôle important dans les activités commerciales de l'ordre. Des établissements maritimes templiers étaient installés en Provence, en Italie à Gênes, Pise ou Venise, ou encore dans la Petite Arménie (à Ayas par exemple ), mais c'était dans le sud de l'Italie, plus particulièrement à Brindisi et à Trani, que les nefs templières méditerranéennes passaient l'hiver pour y être radoubées.
L'Ordre se dota dès le XIIe siècle, puis courant du XIIIe siècle d'une vingtaine de commanderies côtières:
Tripoli au Liban, Tortose, Lattaquié (crée dès 1154, et qui perdura jusqu'en 1287), Acre, Sidon (Château de la Mer), ou encore Jaffa en Terre sainte. Mais aussi Gaza et Ashkelon, au sud du royaume de Jérusalem, Port-Bonnel et Alexandrette en Cilicie, ou encore Tyr au Sud-Liban actuel, où les Templiers possédaient un quartier entier.
Le port d'Acre était le plus important de l'ordre. La voûte d'Acre était le nom d'un des établissements possédés par les Templiers dans la ville, celui-ci se trouvant près du port. 

### Navires du Temple
Voici quelques noms de navires utilisés ou possédés par les templiers :
- Le Templère, le Buscart, le Buszarde du Temple vers 1230, reliant l'Angleterre au continent[13]
- La Bonne Aventure en 1248, et la Rose du Temple en 1288-1290 à Marseille (l'appartenance de ces 2 navires à l'ordre du Temple n'étant pas certaine, ils étaient peut-être simplement nolisés[6]). C'est à partir de ce port que le commandeur du Passage était chargé d'écouler en Orient les hommes et matériels de l'Ordre[5].
- La Bénite[14], en latin « Sanctus », affrétée par Jean Ier de Dreux en 1248[15]
- L'Angellica en Italie du sud
- La Santa Anna, qui se trouvait en 1302 à Famagouste (Chypre), et qui était nolisé (affrété) à des marchands occidentaux[16]
- Le Faucon (ou (la) Falcon Templum, à ne pas confondre avec un navire hospitalier de même nom[17]) basé à Saint-Jean-d’Acre, d'une capacité de transport de 1 500 personnes[14], qui se trouvait également à Famagouste (Chypre) en 1301[18]. Sous le commandement de Roger de Flor, il participa à l'évacuation en 1291 de la population civile d'Acre, lors de la chute du siège de l'Ordre. Il fut désarmé à Marseille, lors de la fuite de Roger de Flor, accusé par Jacques de Molay d'avoir détourné à son profit une partie des trésors sauvés avec la population[19]
- L'Olivette, acheté en 1301 par Roger de Flor, toujours templier et conseiller de Frédéric II de Sicile[20].
- La mestre galie, vaisseau amiral de l'Ordre à partir de 1248, abritait dans sa cale les dépôts réguliers des participants de la croisade, et avait semblerait-il un pont blindé et ignifugé[2]
- L'Allégresse et la Nave Angélique, navires de guerre ayant participé à la huitième croisade (1270)[5].
- La Sainte Trinité : en septembre 1306, trois contrats concernaient ce navire pour un voyage entre Marseille et les Pouilles[17].
- En 1293, les templiers firent l’acquisition de six galères auprès de Venise, venues compléter les deux vaisseaux dont ils disposaient déjà à Chypre, pour assurer la protection de l’île[21].

Au nord, les templiers utilisèrent les ports de Boulogne, Barfleur, ainsi que les ports des villes flamandes. La Rochelle fut également utilisée, mais ce port aurait eu un statut particulier, principalement pour des liaisons commerciales avec l'Angleterre et la Flandre.

### Commanderie de La Rochelle
Sur le plan commercial, les Templiers se livrèrent tout au long du XIIIe siècle, à de fructueuses activités: le vin tint la première place dans leur négoce et ils l'exportèrent surtout vers l'Angleterre et la Flandre. Mais une autre utilisation du port pourrait expliquer son importance stratégique et son développement: de nombreuses marchandises en provenance de l'Europe du Nord, comme Bristol en Angleterre par exemple, étaient débarquées à La Rochelle, transportées par voie fluviale puis terrestre jusqu'aux ports de Méditerranée, comme Collioure, pour être à nouveau embarquées en direction de la Terre sainte, évitant ainsi le détroit de Gibraltar, beaucoup plus risqué.
Le transport des marchandises était effectué soit sur des navires loués à des particuliers, soit sur leurs propres navires. En plus des navires marchands, la flotte templière semblait y être très importante.
La légende voudrait que la veille de l'arrestation des templiers, soit le 12 octobre 1307, 17 ou 18 navires de cette flotte aient appareillé pour une destination inconnue.

### Commanderie de Faxfleet
Faxfleet a été l'une des rares commanderies de Grande-Bretagne à avoir un accès direct à la mer, d'autre étant par exemple Dunwich ou Strood. Les Templiers d'Angleterre se fournissaient en vin du Poitou principalement à partir du port de La Rochelle. 
Au sud, les templiers utilisèrent les ports de Marseille, Toulon, également commanderie templière, ainsi que Collioure, et Majorque, qui fut quant à elle une commanderie maritime.

### Commanderie de Marseille
Le port de Marseille reçu dès les premières années du XIIIe siècle la faveur des Templiers et des Hospitaliers, de par sa localisation entre le Nord de la France, via le couloir rhodanien, et la mer. À partir de la troisième croisade (1189-1192), Marseille s’affirmait déjà comme le principal port d’embarquement des pèlerins se rendant de France à Acre, prenant le pas sur le port de Saint-Gilles, menacé d’ensablement et concurrencé par Aigues-Mortes.
Les Templiers étaient implantés en bordure du barri vieux donnant sur la place platea templi, un des lieux de débarquement des marchandises. Un magister passagii (maître du passage) veillait sur les comptes du Temple lors des transbordements de marchandises et d'hommes : Guillaume de Gonesse (1255), Henri de Dôle (1260-1274 et 1280), Simon de Quincy (1303), ou encore Jean de Villamer (1306).

### Commanderie de Barletta
L'ordre du Temple se développant rapidement dans les Pouilles, les Templiers de Barletta commencèrent à envoyer de l'aide en Terre sainte, principalement alimentaire, en profitant du fait que la ville était un port d'une certaine importance. Les livraisons ont été faites principalement en utilisant des bateaux appartenant à l'Ordre : paranza S. Nicola (aux ordres de Benvenuto et de Martino Martino de Dragundo) ; paranza S. Albano (aux ordres de Mani et Omibani) ; paranza S. Cristoforo (d'Andrea de Iadeva) ; paranza S. Nicola (de Nicola Stramatia de Bari).
Charles Ier d'Anjou est souvent intervenu pour faciliter le transport des marchandises et des denrées alimentaires de Barletta en Terre sainte.
Les exportations de marchandises à partir du royaume de Sicile et de la Catalogne à destination de la Terre sainte se multiplièrent, en particulier les derniers temps du royaume de Jérusalem, celui-ci étant soumis à de rudes sècheresses. Le Temple s'occupa également de venir en aide, après la chute d'Acre, aux quelque 100 000 réfugiés de Syrie, qui reçurent près de mille tonnes de fret en 1295.

### Le commerce d'esclaves blancs
Une activité méconnue et pourtant lucrative des templiers était le commerce des esclaves blancs: des prisonniers de guerre, des enfants enlevés voire achetés à leurs parents, étaient transportés en grand nombre de l'Orient vers l'Occident. Ils participaient au fonctionnement des maisons du Temple, principalement en Italie et en Aragon. À la fin du XIIIe siècle, la plaque tournante de ce commerce florissant était le port d'Ayas du royaume arménien de Cilicie. Les Templiers y ouvrirent un comptoir vers 1270, et y firent le commerce d'esclaves turcs, grecs, russes et circassiens.

## Batailles navales
Si les deux premières croisades furent exclusivement terrestres, la troisième croisade (1189-1192) fut pour la première fois terrestre et navale. Richard Cœur de Lion et Philippe Auguste prirent en effet la mer, après avoir acheté ou loué des navires . C’est la première fois que de grands rassemblements de navires nordiques pénétraient en Méditerranée. C’est aussi la première grande entreprise maritime des Francs qui ouvrit la série des croisades maritimes. Il ne s’agissait plus, comme au XIIe siècle de porter secours au royaume de Jérusalem avec quelques centaines de chevaliers, mais de conquérir des villes gardées par d’imposantes murailles, et donc de transporter par voie de mer de véritables armées, ce qui n’avait encore jamais été fait sur de pareilles distances. Les nefs, construites à Venise, Gênes et Marseille, devinrent de plus en plus imposantes, capables de porter plusieurs centaines d’hommes et leurs chevaux.
La quatrième croisade (1202-1204) fut exclusivement maritime et à forts effectifs français, mais seules les villes italiennes étaient à même de fournir la flotte de transport.

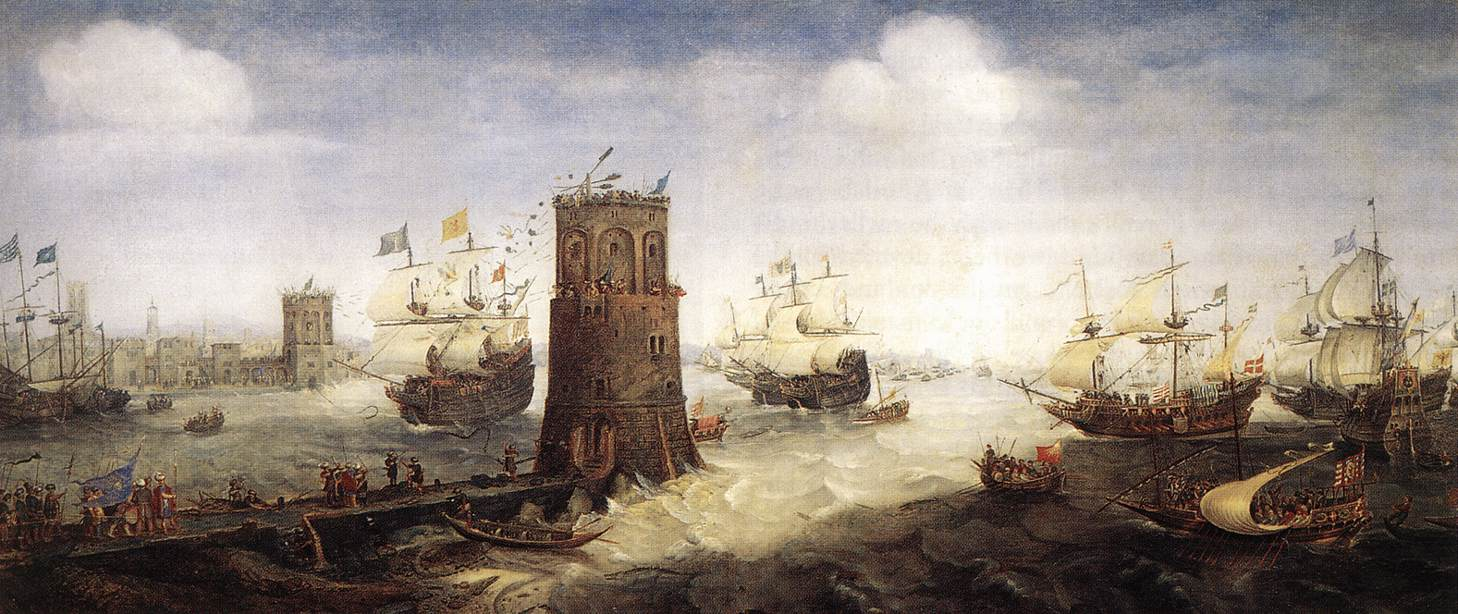
Cornelis Claesz van Wieringen : Navire brisant la chaîne de Damiette lors la cinquième croisade, tableau du XVIe siècle.

La cinquième croisade (1217-1221) se fit avec une très faible participation française, le royaume étant accaparé par la lutte contre les Albigeois. C'est pourtant à partir de cette période que l'ensemble des navires appartenant à l'ordre du Temple peut être réellement considéré comme une flotte.
Quatre « Koggen » et 2 nefs équipés par les Templiers et les Hospitaliers ont participé au siège de Damiette en août 1218. L'un des navires du Temple fut même sacrifié en novembre 1218 : précipité contre les murailles de la ville, il entraîna avec lui un grand nombre d'assaillants musulmans,.
Une bataille navale entre Gênes et les navires templiers est mentionnée lors de la guerre de Saint-Sabas (1256-1258) ,.
Il fallut attendre la septième croisade (1248-1254), pour que le Temple se dotât d'un vaisseau amiral, que Jean de Joinville visita en 1250. Cette mestre galie abritait dans sa cale les dépôts réguliers des participants de la croisade, et avait semblerait-il un pont blindé et ignifugé!
La huitième croisade (1270) n'implique probablement que deux navires templiers, l'Allégresse et la Nave Angélique.
En 1279, le grand laître Guillaume de Beaujeu prit cependant part à une querelle féodale dans le comté de Tripoli, qui opposait Guy de Gibelet à Bohémond VII d'Antioche. Lors de ce déploiement, 13 galères templières furent armées et constituèrent le corps expéditionnaire vers Tripoli. Cependant, 5 navires furent perdus dans une tempête, avec le reste des Templiers évacués de Sidon. Ce qui amena Guillaume de Beaujeu à rentrer sur Acre, et permit à Bohémond VII de prendre possession de l'Ile d'Al-Hlaliyé, au large de Sidon.
À la fin du XIIIe siècle, la flotte templière prit également part à faire respecter l'embargo commercial imposé par le pape contre les zones musulmanes. Himbert Blanc, maître provincial d'Auvergne, convainquit le pape Clément V en 1306 de confier un groupe de navires au commandement du capitaine Pierre de Lengres (de Marseille) dans ce but,.

## L'ordre du Temple et la marine royale d'Angleterre
Les rois d'Angleterre Jean sans terre et Henri III avaient confié l'administration de leur marine à des Templiers : Roger du Temple, aumônier du roi Jean sans terre avait la responsabilité administrative de la flotte royale ; le frère Thomas, capitaine d'un bateau templier, fut placé au service d'Henri III d'Angleterre entre 1224 et 1226 ; de plus, Robert IV de Sablé commanda la flotte de Richard Cœur de Lion en 1190 lors de la troisième croisade.

## Hypothèses et légendes sur le devenir de la flotte après 1307
Aucune trace ni mention historique n'a été retrouvée sur la saisie ou la destruction des navires de l'ordre du Temple, ni en France, ni dans les ports des autres pays d'Europe. De nombreuses hypothèses ont vu alors le jour :
- Une partie de la flotte templière aurait pu s'échapper et rejoindre les côtes portugaises ou écossaises pour y trouver refuge:
- Une autre partie aurait traversé l'Atlantique et accosté sur les rives de l'Amérique du Nord, deux siècles avant Christophe Colomb:
- Une autre partie enfin, serait devenue une force navale clandestine, cherchant vengeance en s'attaquant presque exclusivement aux navires de l'Église romaine, ou à ceux des pays ayant soutenu l'arrestation des templiers. Ces navires portant le pavillon Jolly Roger, auraient ainsi considérablement fait augmenter la piraterie à cette époque, en Atlantique, Manche, mer du Nord et Méditerranée.
Ce pavillon aurait pour origine Roger II de Sicile (1095 - 1154), lui-même surnommé « Jolly Roger » : celui-ci l'aurait hissé lors du schisme Anaclet II (anti-pape) / Innocent II, et de son combat contre les forces papales. Il aurait ensuite été désigné patron de La flotte de l'ordre du Temple par les capitaines de navires templiers qui seraient parvenus à échapper à la dissolution de l'Ordre, en signe de révolte contre Rome. Ne pouvant plus porter le pavillon templier, ceux-ci auraient hissé le Jolly Roger lorsqu'ils croisaient les navires français, anglais ou de la papauté.